# Calyptommatus sinebrachiatus
Calyptommatus sinebrachiatus är en ödleart som beskrevs av  Rodrigues 1991. Calyptommatus sinebrachiatus ingår i släktet Calyptommatus och familjen Gymnophthalmidae. Inga underarter finns listade.